# Victor Antoine Signoret
Victor Antoine Signoret, född den 6 april 1816 i Paris, död där den 3 april 1889, var en fransk farmakolog, läkare och entomolog.
År 1845 blev han doktor i farmakologi vid Universitetet i Paris. Farmakologin gjorde honom till en rik man och han gjorde många insamlingsresor i Europa, men även till Mindre Asien. Hans mycket viktiga samling finns på Naturhistorisches Museum i Wien, men viktigt material finns även på La Specola i Florens.
Signoret arbetade både med halvvingar och skinnbaggar och anses vara en av de första forskarna om ullsköldlöss och sköldlöss.